# 飯塚臥龍斎
飯塚 臥龍斎（いいづか がりゅうさい）は、日本の柔術家。名は興義、通称は徳三郎、号は臥龍斎。

## 経歴
江戸時代に上野国緑野郡下大塚村の百姓として、生まれる。
叔父の絹川久左衛門信興気楽斎が剣術・柔術を浅草馬道で教えていたことから、絹川死去の後の蛭川菊右衛門に就いて多年修行し、1798年（寛政10年）に神影流、戸田流、疋田流、三和無敵流の四流派の免許皆伝を得た。
　そののち、諸国修行、陸奥津軽越中候に仕え同藩士を師範、越後に渡り、高田藩士（大肝煎）　関根新左エ門　他500余名を師範、荒木流に師範し、それより中国を経て、四国に渡り　讃州丸亀藩朝比奈勘解由をはじめ300余名を従え、その他諸国の藩士に師範すること枚挙に及ばず、門人一万人以上と称される。
　荒木流、神道無念流、柳剛流、霞新流、奥山念流、朝山一傳流、義経流、起倒流、天神心揚流、揚心流13流（ママ）を統じて、師匠、絹川気楽斎の号をとり、気楽流とあらためる。
　臥龍斎の号は北の丸（徳川郷）正田隼人の名によるとされる。

中山道新町騒動
　『新町町誌 通史編』によれば、飯塚臥龍斎は戸田流であり、これを「気楽流」と称したきっかけは、文化11年（1814年）に真之神道流との間に門弟同士の刃傷事件が起こってしまい、その結果臥龍斎が新町宿を追放され戸田流を名乗るのを禁じられたからであるという。
諸田政治『上毛剣術史 下』では、これを荒木流との諍いであったと推定している。
この喧嘩「新町騒動」での騒乱として、臥龍斎は捕縛され、幕府領であった中山道新町宿を管轄とする岩鼻陣屋の取り調べを受け、追放所払い、流儀名乗り禁止となったとされる。
　騒動の原因となった流儀名乗りの禁を受けて、戸田流を、気楽流と改めたと伝えられ、また、追放刑を受けたために、居所を離れざるを得ず、併科された闕所財産没収を免れるために、親族からの久離を受け、武州秩父郡に客分として迎え入れられたことが、武州秩父での気楽流の分派隆盛と上州緑野郡域での分派（養子の飯塚義高が伝承）の要因となったとされる。
一方、気楽流伝書では、臥龍斎は追放されたのちに臥龍斎の技量を惜しんだ旗本跡部氏の前で縄抜の術を披露して追放を赦され、跡部家の柔術師範となったと伝え、また当時既に「気楽流」であったとし追放で名乗りを禁止されたが、この赦免によってその禁止が解かれたとする、
　しかしながら、旗本跡部家出身者が幕府領の岩鼻代官となったことはなく、また老中水野忠邦の実弟である跡部展大祐良弼は、天保以降、大阪奉行、江戸北町、南町奉行や勘定奉行、老中といった要職を幕末に務めてはいるが、年代的に臥龍斎の赦免追放ができるものではない点で、重大な歴史誤認があることなどから、本伝承には疑問が持たれる。